# Ammobatoides abdominalis
Ammobatoides abdominalis ist eine Biene aus der Familie der Apidae. Diese Bienen sind Kuckucksbienen, also Brutparasiten.

## Merkmale
Die Bienen haben eine Körperlänge von 11 bis 12 Millimetern. Der Kopf, der Thorax und das Hinterleibsende sowie teilweise die Beine sind bei den Weibchen schwarz gefärbt. Die vorderen Tergite, die Sternite, die Schienen (Tibien) der Hinterbeine und die Tarsen sind rot. Das Labrum ist nahezu doppelt so lang wie an der Basis breit und trägt mittig einen Längsgrat. Die Mandibeln haben nur eine Spitze. Das dritte Fühlerglied ist so lang wie der Schaft (Scapus). An den Seiten ist der Thorax dicht und lang weiß behaart. Das zweite und dritte Tergit besitzen am Hinterrand seitlich weiße Haarflecken, das vierte Tergit hat eine solche Binde am Hinterrand. Das fünfte Sternit ist breit ausgerandet und hat dort eine dichte, lange Haarfranse. Die Männchen sind komplett schwarz. Ihr Gesicht, der Thorax und das erste Tergit ist lang weiß behaart, auf dem zweiten bis sechsten Tergit und den Sterniten befinden sich weiße, teilweise unterbrochene Binden am Hinterrand. Das siebte Tergit hat eine schmale, hervortretende Pygidialplatte. Die Facettenaugen konvergieren nach oben stark.

## Vorkommen und Lebensweise
Die Art ist in Süd- und Osteuropa, westlich bis nach Ostdeutschland und im Aostatal sowie östlich bis nach Mittelsibirien und in den Libanon verbreitet. Die Art fliegt von Ende Juni bis Anfang August. Die Larven parasitieren Melitturga clavicornis. 

## Belege
- Felix Amiet, M. Herrmann, A. Müller, R. Neumeyer: Fauna Helvetica 20: Apidae 5. Centre Suisse de Cartographie de la Faune, 2007, ISBN 978-2-88414-032-4.
- Erwin Scheuchl & Willner, Wolfgang: Taschenlexikon der Wildbienen Mitteleuropas. Quelle & Meyer, Wiebelsheim, Hunsrück 2016, ISBN 978-3-494-01653-5.